# Museu Nacional do Mali
O Museu Nacional do Mali é um museu de arqueologia e antropologia, localizado em Bamako, a capital do Mali. Abordando a pré-história do Mali, este museu apresenta diversos intrumentos musicais étnicos, trajes típicos e objectos de rituais dos diferentes grupos étnicos do país.
Inaugurado a 14 de Fevereiro de 1953, sob a direcção do polaco G. Szumowski esta instituição era o "Museu Sudanês", constituindo parte do Instituto Francês da África Negra. Porém, no ano de 1960, quando o Mali conquistou a independência face aos franceses, o museu foi, por fim, tornado Museu Nacional. 
Mali é um país localizado no interior da África ocidental. O país é, em sua maior parte, árido e plano. Por ele passa o Rio Niger, muito utilizado, desde os primórdios, para rotas comerciais de algodão, por exemplo. Hoje me dia o algodão tem sido substituído por tecidos industriais. Atualmente, o comercio local relacionado à vestimenta ganha força no tingimento do tecido chamado Bazin, um tecido industrial alemão reformulado por meio da pintura malinesa. 
O Museu Nacional do Mali apresenta a exposição “Textiles du Mali" com tecidos e vestimentas antigos da região.